# 贡德尔芬根
贡德尔芬根（德語：Gundelfingen，發音：[ˈɡʊndl̩ˌfɪŋən] ⓘ）是德国巴登-符腾堡州弗赖堡行政区布赖斯高-上黑林山县的市镇，面积14.29平方千米，2023年12月31日人口为12,052人。

## 友好城市
- 法國 卢瓦尔河畔默恩（1987年）
- 波蘭 別倫（1997年）
- 德国 沙伊本贝格（1997年）